# バスケットボールベナン代表
バスケットボールベナン代表（バスケットボールベナンだいひょう、Benin men's national basketball team）は、ベナンバスケットボール連盟により国際大会に派遣される男子バスケットボールのナショナルチームである。

## 歴史
アフリカ選手権は1974年の1回出場し9位。

## 主な国際大会成績
- オリンピック
  - 出場なし
- ワールドカップの成績
  - 出場なし
- アフリカ選手権の成績
  - 1974年 ― 9位